# Pau Sabater
Pau Sabater Lliró, (Algerri, 5 de marzo de 1884 - Barcelona, 17 de julio de 1919) fue un sindicalista español, miembro de la CNT, conocido como «el Tero». 
Fue secretario del sindicato de tintoreros, uno de los más poderosos de la industria textil. Emparejado con Josepa Ros, tuvo con ella tres hijos. Fue asesinado por miembros de la banda de Manuel Bravo Portillo. El asesinato del propio Bravo Portillo unas semanas más tarde fue interpretado como una venganza de los sindicalistas por la muerte de «el Tero». Su entierro, el día 24 de julio, fue una gran manifestación obrera con numerosos alborotos, que cruzó Barcelona desde el Hospital Clínico hasta el cementerio de Montjuic. El juicio por su asesinato, lleno de irregularidades, se celebró los días 10 y 11 de mayo de 1922; el único acusado, Luis Fernández García, fue absuelto. 
Alfonso Vidal y Planas, antes de partir al exilio, noveló estos hechos en su obra Bombas de odio, en el que el personaje de «El Toto» es una réplica de Pau Sabater.